# 堀田連太郎

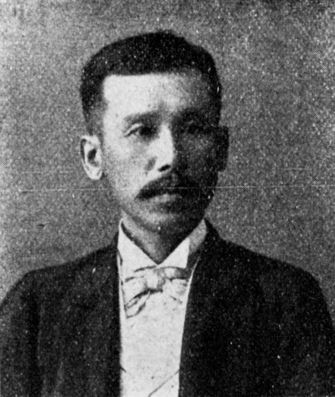
堀田連太郎

堀田 連太郎（ほった れんたろう、安政5年4月29日（1858年6月10日） - 大正4年（1915年）12月20日）は、日本の衆議院議員（進歩党→憲政党→憲政本党）。農商務官僚。

## 経歴
信濃国埴科郡松代（現在の長野県長野市）出身。開拓使学校を経て、1881年（明治14年）に東京大学理学部採鉱冶金学科を卒業。1882年（明治15年）、三菱会社に入り、1896年（明治29年）に退社するまで鉱山長、支配人を務めた。1897年（明治30年）、農商務省に入って鉱山技監となり、足尾鉱毒事件に対する予防工事の設計・監督を担当した。その後、製鉄所長官心得、鉱山局長心得を歴任した。
1898年（明治31年）、第5回衆議院議員総選挙（東京府第10区）で当選。第9回まで4期務めた。
その他、日本鉱業会社理事、同副会長を務めた。咽喉症のため療養中、東京府豊多摩郡渋谷町中渋谷903の自宅で死去した。